# تيري كينت
تيري كينت (بالإنجليزية: Terry Kent)‏ (21 أكتوبر 1939 في المملكة المتحدة - ) هو لاعب كريكت ولاعب كرة قدم بريطاني في مركز الوسط. لعب مع نادي ساوثيند يونايتد ونادي ميلوول.